# Hamriyah
Hamriyah és un port dels Emirats Àrabs Units, situat a uns 20 km al nord de Xarjah, a uns 3 km al nord '[Ajman] i uns 6 km al sud d'Umm al-Qaiwan. Antic port pesquer dedicat a la pesca de les ostres perleres, amb un petit khor, l'actual ciutat és a uns 4 km al nord-est del port i en conjunt té uns 20.000 habitants. La zona portuària entre l'extrem oriental de l'emirat d'Ajman i uns tres o quatre km cap al nord-est en una amplada de 3 km (12 km quadrats) és l'anomenada Hamriyah Free Zone creada per un decret de l'emir del 12 de novembre de 1995 i que ha canviat la fisonomia de la comarca i ha portat a un extraordinari desenvolupament industrial; aquesta zona és la e major creixement industrial del golf; el port d'aigua fonda de 14 metres està dotat d'uns canals que permeten els pas dels vaixells cap a terra ferma amb una profunditat de 7 metres. La zona està ben comunicada amb el port de Xarjah (Port Khalid), els ports del golf d'Oman, i amb L'Aeroport Internacional de Xarjah.
El 1875 el xeic de Xarjah va nomenar un hakim o delegat per la zona, càrrec que va recaure en el xeic Sayf Abd al-Rahman al-Shamsi. El 1921 quan Ras al-Khaimah es va fer independent un revolució dirigida pel príncep hereu va enderrocar al xeic amb la intenció suposada d'establir un emirat independent; amb l'ajut de forces de guardies de Sharjah el xeic enderrocat fou reposat, però quan els policies van sortir els revolucionaris van tornar a agafar el control; fou necessari l'enviament d'una companyia de soldats que va romandre permanentment a la zona i va portar a supressió de la delegació tot i que la família al-Shamsi va conservar la seva influència.
Governants: 
- Xeic Sayf ben Abd al-Rahman 1875-1904
- Xeic Abd al-Rahman ben Sayf 1904–desembre de 1921
- Xeic Humayd ben Abd al-Rahman desembre de 1921-19 de febrer de 1922
- Xeic Abd al-Rahman ben Sayf 20 de febrer de 1922-1922 (restablert)
- Xeic Humayd ben Abd al-Rahman 1922 (segona vegada)
- Xeic Abd al-Rahman ben Sayf 1922 (restabliment nominal)

La bandera de la Hamriyah Free Zone és blanca amb el logotip al centre.